# Angerona sordidata
Angerona sordidata là một loài bướm đêm trong họ Geometridae.